# NGC 2192
NGC 2192 is een open sterrenhoop in het sterrenbeeld Voerman. Het hemelobject werd op 31 december 1788 ontdekt door de Duits-Britse astronoom William Herschel.

## Synoniemen
- OCL 437